# Стасюк, Игорь Валерьевич
И́горь Вале́рьевич Стасю́к (укр. Ігор Валерійович Стасюк; 14 декабря 1975) — украинский футболист, нападающий.

## Карьера
С 1992 по 1994 год играл за хмельницкое «Подолье», провёл 12 матчей. Сезон 1994/95 начал в клубе «Адвис», в 9 играх первенства забил 4 гола, и ещё 1 поединок сыграл в Кубке Украины, после чего вернулся в «Подолье», где провёл 3 ещё встречи.
Летом 1995 года перешёл в шепетовский «Темп», в 16 матчах забил 2 мяча. В 1996 году выступал за тимашевский «Изумруд», в 31 встрече отметился 21 голом. С 1997 по 1998 год защищал цвета таганрогского «Торпедо», за которое сыграл 59 матчей и забил 21 мяч.
В начале 1999 года перешёл в донецкий «Металлург», в составе которого дебютировал в Высшей лиге Украины, где провёл 9 встреч. В том же 1999 году пополнил ряды «Кубани», за которую сыграл 17 матчей и забил 9 голов, а мяч, забитый им 30 августа 1999 года, стал 500-м в российской истории «Кубани».
С 2000 по 2001 год играл в любительских командах «Товтры» (Чемеровцы) и «Лужаны» в турнирах ААФУ. В 2002 году перешёл в «Динабург», за который сыграл 2 встречи в Высшей лиге Латвии, после чего пополнил ряды «Вентспилса», где и доиграл сезон, проведя 8 матчей, забив 1 гол и став вице-чемпионом.
С 2003 по 2004 год снова выступал за «Подолье», в составе которого в 51 встрече первенства забил 22 мяча, и ещё сыграл 2 матча и забил 1 гол в Кубке Украины. В 2005 году защищал цвета клуба «Николаев», в 11 играх забил 1 мяч. Кроме того, выступал в том году и в турнирах ААФУ за команду «Европа» (Прилуки).
В 2006 году провёл 6 матчей за «Олком», после чего отправился в Молдову, где сыграл 3 встречи в Высшей лиге за отачский клуб «Нистру».
В 2007 году играл в турнирах ААФУ за команды «Будфарфор» (Славута) и «Конфермат» (Хмельницкий).

## Достижения
- Вице-чемпион Латвии: 2002